# 我們可以結婚嗎
《我們可以結婚嗎》，是韓國JTBC於2012年10月29日起播出的月火迷你連續劇。原於韓國時間晚上11:00播出，自11月12日第5集起提前至晚上9:50，開始與地上波電視臺同時段劇集競爭。台灣八大電視原定命名為《我們結婚吧》，後延播後，更名為《我們可以結婚嗎》。

## 劇情簡介
講述即將要結婚的一對準夫婦與其家人的心情及透過各對情侶的故事來具體描述準備結婚的過程，欲傳達給觀眾「準備結婚就等於準備未來」。
德子是一個愛女心切又愛管閒事的單親媽媽，經營一家化妝品專賣店，她最大願望就是將二個寶貝女兒嫁到有錢的好人家去，認為世界上最寶貴的就是金錢。
由於她自己的婚姻不幸，所以不想讓兩個女兒步她的後塵，對女兒男朋友的條件非常關心，她的大女兒因為當了小三，而讓對方離婚嫁給了一個醫生，雖然對離婚的醫生女婿有點不滿，但因為對方有錢所以她還能接受。然而有一天小女兒卻告訴她，要嫁給一個普通上班族，對方爸媽家境雖然不錯，但是未來公婆宣告將把財產捐作公益，不打算讓兒子繼承...

## 人物介紹

### 慧允家
| 演員   | 角色   | 介紹 | 国语配音 |
| 庭沼珉 | 鄭慧允 | 28歲，教師。和正勳論及婚嫁的女朋友。父親早逝，在愛管閒事又潑辣的媽媽的撫養下長大，家境不是很好，但她總是認為自己很出眾，外表美麗聰慧，個性也很爽快，在男人面前很有主見，在面對結婚不能忍受男人對自己家庭有任何意見。 | 楊凱凱   |
| 李美淑 | 李德子 | 52歲，慧允、慧珍的母親。主觀很強，愛管閒事又很強勢，認為世上金錢才是第一，而且要嫁給有錢的男人。大女兒慧珍雖然是小三，但是女婿是有錢的醫生而答應婚事。當知道小女兒慧允要和平凡上班族正勳結婚後，暗中調查了正勳家的財產狀況，才發現正勳家是富裕家庭，便答應了他們的婚事，但沒想到和未來親家的價值觀不同，加上自己的強勢個性導致女兒的婚姻破裂。 | 陳美貞   |
| 鄭愛妍 | 鄭慧珍 | 30歲，道賢的妻子，慧允的姐姐。婚前是道賢診所的護士。在醫院道賢對她很照顧，日久生情就愛上了他，因為懷孕，道賢只好離婚並和她結婚。婚後她努力打造一個完美的家庭，但是老公再一次外遇，讓她下定決心離婚，為了贍養費與兒子的養育權與道賢展開了訴訟。                                                                                                 | 陳美貞   |
| 金成珉 | 南道賢 | 43歲，整型外科醫師，慧珍的丈夫，德子的大女婿。哈雷重型摩托車車隊的會員。因為和慧珍外遇所以和前妻離婚，和懷孕的慧珍結婚後才感覺到自己是個男人。對強勢的岳母德子非常反感，婚後與慧珍之間的距離越來越遠，而再一次外遇，因此和慧珍不斷的爭吵，並開始著手離婚事宜。                                                                                 | 孫誠     |
| 崔化精 | 李德來 | 50歲，慧允的阿姨，幼稚園院長。自信滿滿的老處女，認為自己是童顏，長得很美。和姐姐德子一家人一起生活，擁有浪漫的夢想，卻沒有談纞愛的經歷，直到遇見比自己小又離過婚的民豪... | 馮友薇   |
| 金鎮洙 | 張民豪 | 43歲，房客，哈雷重型摩托車車隊的會員，道賢的好朋友。頭腦聰明，卻離了2次婚，關閉了對女人的心，後來遇到好友道賢前妻的阿姨，年紀比自己大的德來後，才真正感受到幸福的滋味。 | 林谷珍   |
| 黃在沅 | 南泰原 | 慧珍與道賢的兒子 |          |

### 正勳家
| 演員   | 角色   | 介紹 | 国语配音 |
| 盛 駿  | 夏正勳 | 28歲，玩具公司的職員，慧允男友。家中的獨子，爸爸是醫生，和爸媽的感情很好。生兒育女組成一個平凡的家庭是他的夢想，到目前為止沒有什麼積蓄。一直相信只要有愛就可以結婚，沒想到遇見真愛慧允後，在準備結婚的過程中，經歷了夢想破滅的痛苦。                                                           | 于正昌   |
| 金英光 | 孔基鐘 | 32歲，正勳的表哥兼好友，哈雷重型摩托車車隊的會員。家庭富裕。目前經營一家美式餐廳，喜愛料理。不喜歡受到拘束，不覺得愛情就是唯一，只想戀愛不想結婚，每次交女朋友都會表明“我不結婚”，但和彤菲交往多年，覺得彤菲會理解自己的想法，結果...                                                          | 李景唐   |
| 韓可露 | 閔彤菲 | 28歲，婚紗雜誌記者。慧允的好友，基鐘的女友。家境富裕，但小時候對父親重男輕女的作風很受傷，所以離家出走在外獨自生活，後來遇到了像爸爸一樣無情的男人基鐘，交往多年卻一直被基鐘拒婚，心裡雖然很氣，但卻離不開他，只好假裝很堅強。                                                                 | 傅其慧   |
| 鮮銀淑 | 朴恩慶 | 50歲後半，正勳的媽媽，家庭主婦。在家受著王妃般的待遇，很會撒嬌又溫柔的天生女人，在富裕家庭長大，沒有受過苦，婚後也受到醫生老公百般的疼愛。想和未來兒媳慧允像女兒、朋友一樣的生活，剛見到慧允雖然對她很滿意，但見到慧允的媽媽德子後，擔心慧允也會像德子一樣無知又強勢，因此反對兒子和慧允結婚。 | 馮友薇   |
| 康石雨 | 夏東健 | 50歲後半，正勳的父親，小兒科醫生。對太太百般疼愛，善良又有責任感的好男人。慈祥溫和，有很多的財產，退休後打算把除了養老金的所有財產捐出去，然後和太太搬到鄉下住，是有沒有法律也可以活的男人，總是默默的幫助遭遇困難的人。                                                                       | 于正昌   |

### 其他人物
| 演員   | 角色   | 介紹                           | 国语配音 |
| 李在源 | 全祥振 | 32歲，律師，慧允前男友。       | 林谷珍   |
| 陳藝瑟 | 韓彩英 | 25歲，專攻鋼琴，基鐘相親對象。 | 馮友薇   |
| 崔智莧 | 李友莉 | 23歲，小模，道賢的小三。       | 傅其慧   |

## 收視率
| 集數 | 播出日期   | AGB全國收視率 |
| ---- | ---------- | ------------- |
| 1    | 2012/10/29 | 0.688%        |
| 2    | 2012/10/30 | 0.813%        |
| 3    | 2012/11/05 | 0.964%        |
| 4    | 2012/11/06 | 1.380%        |
| 5    | 2012/11/12 | 0.909%        |
| 6    | 2012/11/13 | 1.388%        |
| 7    | 2012/11/19 | 1.220%        |
| 8    | 2012/11/20 | 1.338%        |
| 9    | 2012/11/26 | 1.294%        |
| 10   | 2012/11/27 | 1.394%        |
| 11   | 2012/12/03 | 1.302%        |
| 12   | 2012/12/04 | -             |
| 13   | 2012/12/10 | 1.607%        |
| 14   | 2012/12/11 | 1.450%        |
| 15   | 2012/12/17 | 1.538%        |
| 16   | 2012/12/18 | 1.775%        |
| 17   | 2012/12/24 | 1.421%        |
| 18   | 2012/12/25 | 2.580%        |
| 19   | 2012/12/31 | 1.396%        |
| 20   | 2013/01/01 | 2.566%        |

## 同期競爭作品
- KBS：《嗚啦啦夫婦》、《學校2013》
- MBC：《馬醫》
- SBS：《電視劇帝王》

## 其他搭配歌曲
- 台灣八大電視版本
  - 片頭曲：鄧子霆、路嘉欣《以身試愛》
  - 片尾曲：鄧子霆《我不懂該怎麼去愛你》

## 獎項
| 年度 | 大獎               | 獎項   | 入圍者 | 結果 |
| ---- | ------------------ | ------ | ------ | ---- |
| 2013 | 第49屆百想藝術大賞 | 劇本賞 | 河明熙 | 提名 |

## 腳註
1. ↑  . JTBC worldwide.   [2018-02-11]. （原始内容存档于2019-09-21）.
2. ↑  .   [2015-08-04]. （原始内容存档于2017-06-18）.

## 外部連結
- 韓國JTBC官方網站 （页面存档备份，存于）

| JTBC 月火劇                                    | JTBC 月火劇                                    | JTBC 月火劇 |
| ---------------------------------------------- | ---------------------------------------------- | ----------- |
|                                                | 我們能結婚嗎 （2012年10月29日 - 2013年1月1日） |             |
| Happy Ending （2012年4月23日 - 2012年7月16日） | 無情都市 （2013年5月27日 - 2013年7月30日）     |             |

| 臺灣 八大綜合台 星期一至五 21:00 - 22:00 · 2月18日至2月20日 暫停播出 | 臺灣 八大綜合台 星期一至五 21:00 - 22:00 · 2月18日至2月20日 暫停播出 | 臺灣 八大綜合台 星期一至五 21:00 - 22:00 · 2月18日至2月20日 暫停播出 |
| -------------------------------------------------------------------- | -------------------------------------------------------------------- | -------------------------------------------------------------------- |
|                                                                      | 我們可以結婚嗎 （2015年2月4日 - 2015年3月17日）                      |                                                                      |
| 命中注定我愛你 （2014年12月25日 - 2015年2月3日）                     | 未生 （2015年3月18日 - 2015年5月5日）                                |                                                                      |
| 臺灣 八大戲劇台 星期一至五 22:00 - 23:00 · 2月18日至2月20日 暫停播出 |                                                                      |                                                                      |
| 命中注定我愛你 （2014年12月25日 - 2015年2月3日）                     | 我們可以結婚嗎 （2015年2月4日 - 2015年3月17日）                      | 未生 （2015年3月18日 - 2015年5月5日）                                |